# 西川 (诗人)
西川（1963年—），本名刘军，江苏徐州人，中国当代诗人。與駱一禾與海子合稱為“北大三劍客”。
西川1985年毕业于北京大学英文系。从1980年代开始从事诗歌创作，曾参加《倾向》、《现代汉诗》等职诗歌刊物的编辑工作。西川是知识分子写作诗群的代表人之一，其作品对中国当代诗歌的发展有重要影响。

## 主要作品
- 《中国玫瑰》（1991 中国文联）
- 《虚构的家谱》（1997）
- 《大意如此》（1997）
- 《西川的诗》（1999）
- 《深浅》（2006）
- 《水渍》（2001）
- 《游荡与闲谈∶一个中国人的印度之行》（2004）
- 《让蒙面人说话》（1997）
- 《外国文学名作导读本. 诗歌卷》（2001）
- 《博尔赫斯八十忆旧》（2004）